# 카사바 녹말

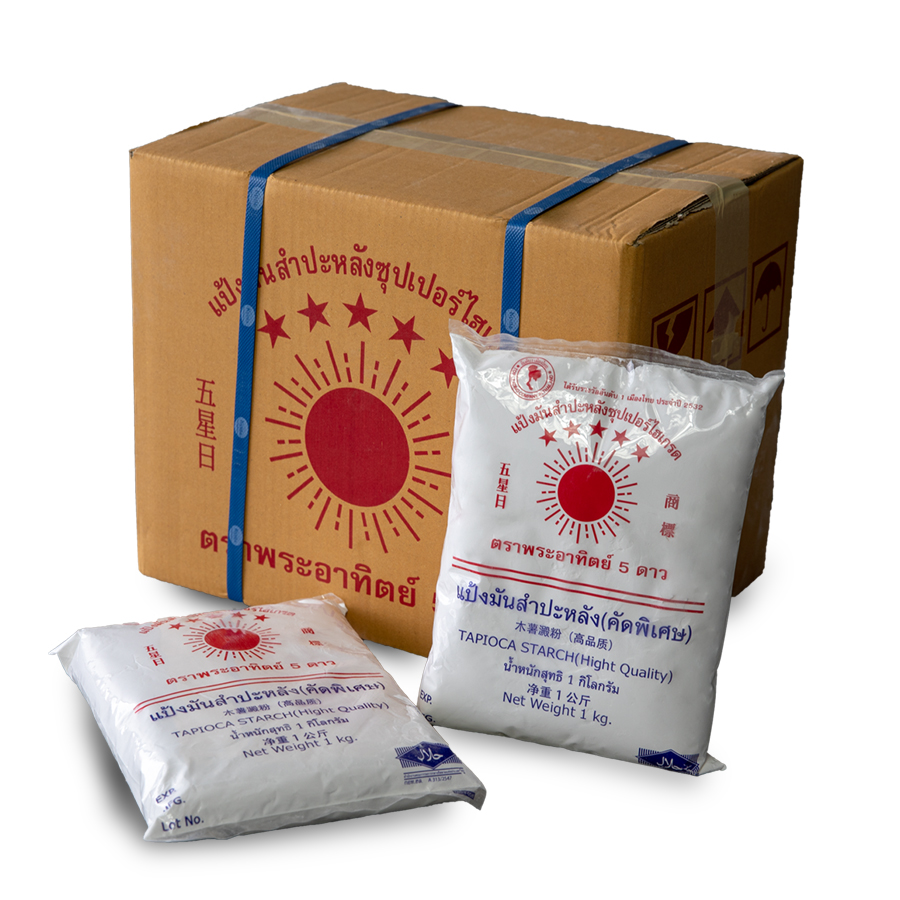
카사바 녹말 가루

카사바 녹말(cassava--) 또는 카사바 전분(cassava澱粉)은 카사바의 알뿌리에서 채취한 녹말이다. 카사바는 브라질 북부지역과 중서부지역이 원산지지만, 남미 전역에 널리 퍼져 있다. 카사바가루와는 구분되며, 때에 따라 타피오카(tapioca)로도 부른다.

## 생산 및 가공
카사바 간 것에서 물기를 짠 다음 말려서 갈면 카사바가루가 만들어지며, 이때 간 카사바에서 짜낸 노란 즙을 가만히 두면 흰 녹말 앙금 층과 노란 액체(투쿠피) 층이 분리된다. 가라앉은 녹말 층을 바로 분리해 말리기도 하며, 15~20일 간 발효시킨 뒤에 분리하여 신맛이 나는 녹말가루를 생산하기도 한다. 브라질에서는 과립 형태의 카사바 녹말을 타피오카(tapioca) 또는 고마(goma)로, 고운 가루 형태의 녹말 가루를 포우빌류(polvilho)로 구분해 부르기도 하며, 포우빌류는 다시 발효되어 신맛이 나는 포우빌류 아제두(polvilho azedo)와 발효되지 않은 포우빌류 도시(polvilho doce)로 구분된다. "타피오카"라는 낱말은 고마로 만든 음식인 베이주를 가리키는 경우가 많다. 신맛이 나는 포우빌류 아제두는 팡 지 케이주 등을 만드는 데 쓰인다.
카사바 녹말은 타피오카 펄, 플레이크, 스틱 등 다양한 형태로 가공·생산된다.

## 이용
밀, 감자 등에서 채취한 녹말과 비교하여, 질도 비슷한 데다가 매우 저렴한 가격의 잇점으로 인해 여러 식용, 공업용 재료로 이용되고 있다.
대표적으로 버블티에 쓰이는 타피오카 펄, 바이오 디젤, 희석식 소주, 과자의 재료가 된다.

## 같이 보기
- 카사바가루
- 타피오카